# Puylaurens
Puylaurens is een gemeente in het Franse departement Tarn (regio Occitanie) en telt 2871 inwoners (2004). De plaats maakt deel uit van het arrondissement Castres.
Puylaurens is een regionaal centrum met een grote wekelijkse markt.

## Geschiedenis
Puylaurens werd voor het eerst genoemd in 1106. De plaats werd gebouwd op een heuvel rond een kasteel. De katharen hadden een zeker aanhang in Puylaurens en tijdens de Albigenzische Kruistochten werd de plaats gedurende negen jaar bezet door de troepen van Simon de Montfort (tot 1220). Toen Eduard van Woodstock, de Zwarte Prins, in 1337 de vlakte onveilig maakte, zochten de omwonenden hun toevlucht achter de muren van Puylaurens.
De stad bloeide in de 16e eeuw dankzij de productie en handel in pastel. Onder de rijke burgers van Puylaurens vond het calvinisme veel aanhangers. In 1660 verhuisde de protestantse academie van Montauban naar Puylaurens. Gedurende 25 jaar gaf deze universiteit een grote intellectuele uitstraling aan de stad. Maar na het Edict van Fontainebleau (1685) dat de vrijheden van de Franse protestanten definitief introk, moest de academie sluiten en werd de protestantse kerk afgebroken.

## Geografie
De oppervlakte van Puylaurens bedraagt 82,1 km², de bevolkingsdichtheid is 35,0 inwoners per km².
De onderstaande kaart toont de ligging van Puylaurens met de belangrijkste infrastructuur en aangrenzende gemeenten.

## Demografie
Onderstaande figuur toont het verloop van het inwonertal (bron: INSEE-tellingen).

## Galerij

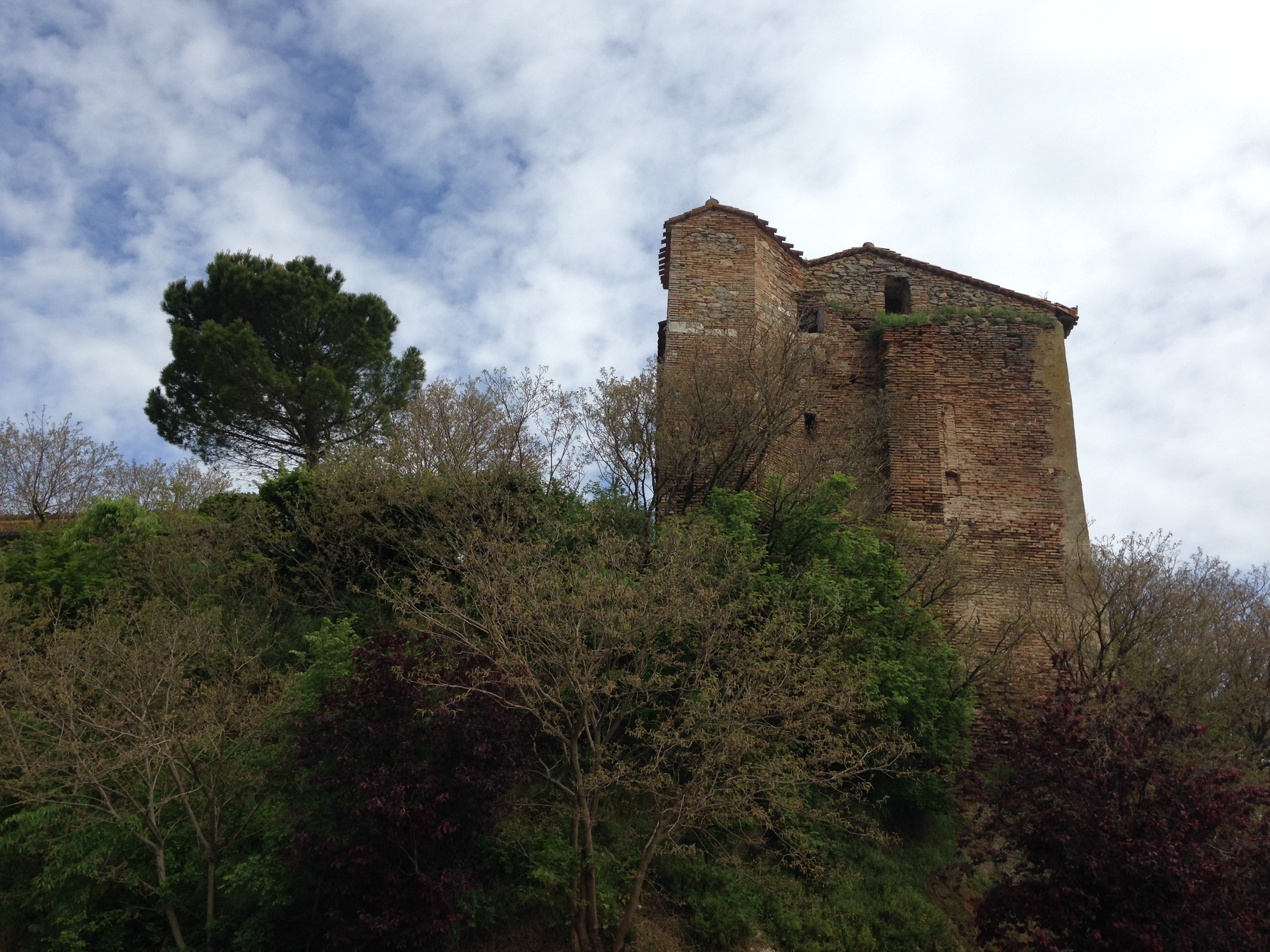
Kasteel van Puylaurens
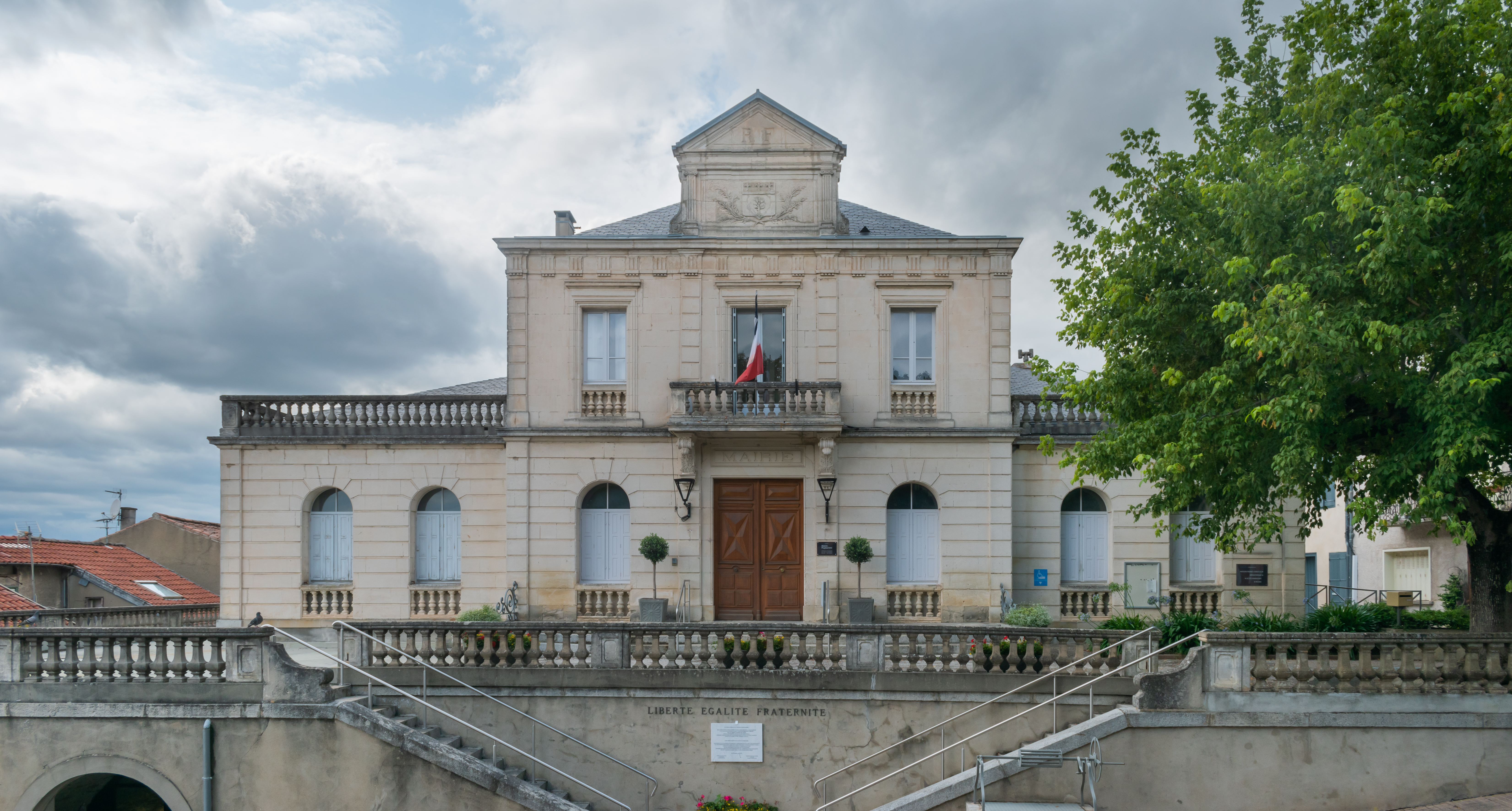
Gemeentehuis
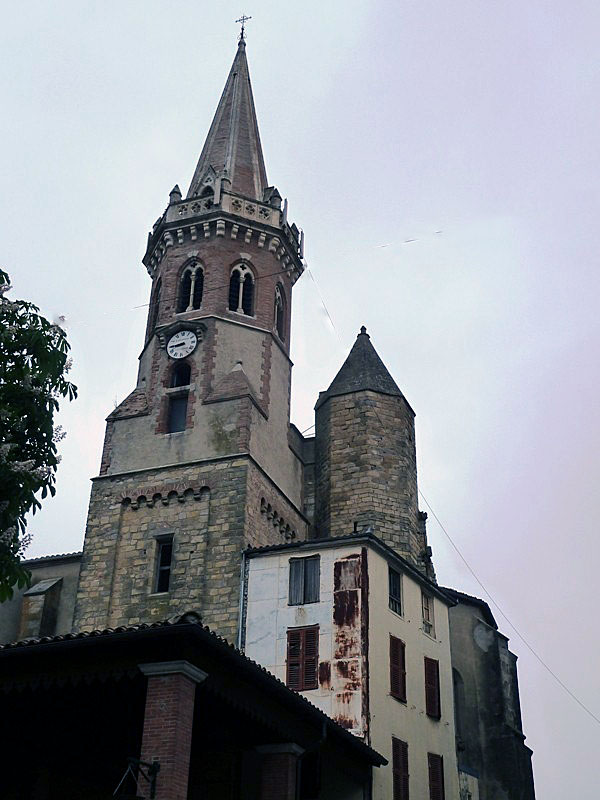
Kerk Notre-Dame-du-Lac
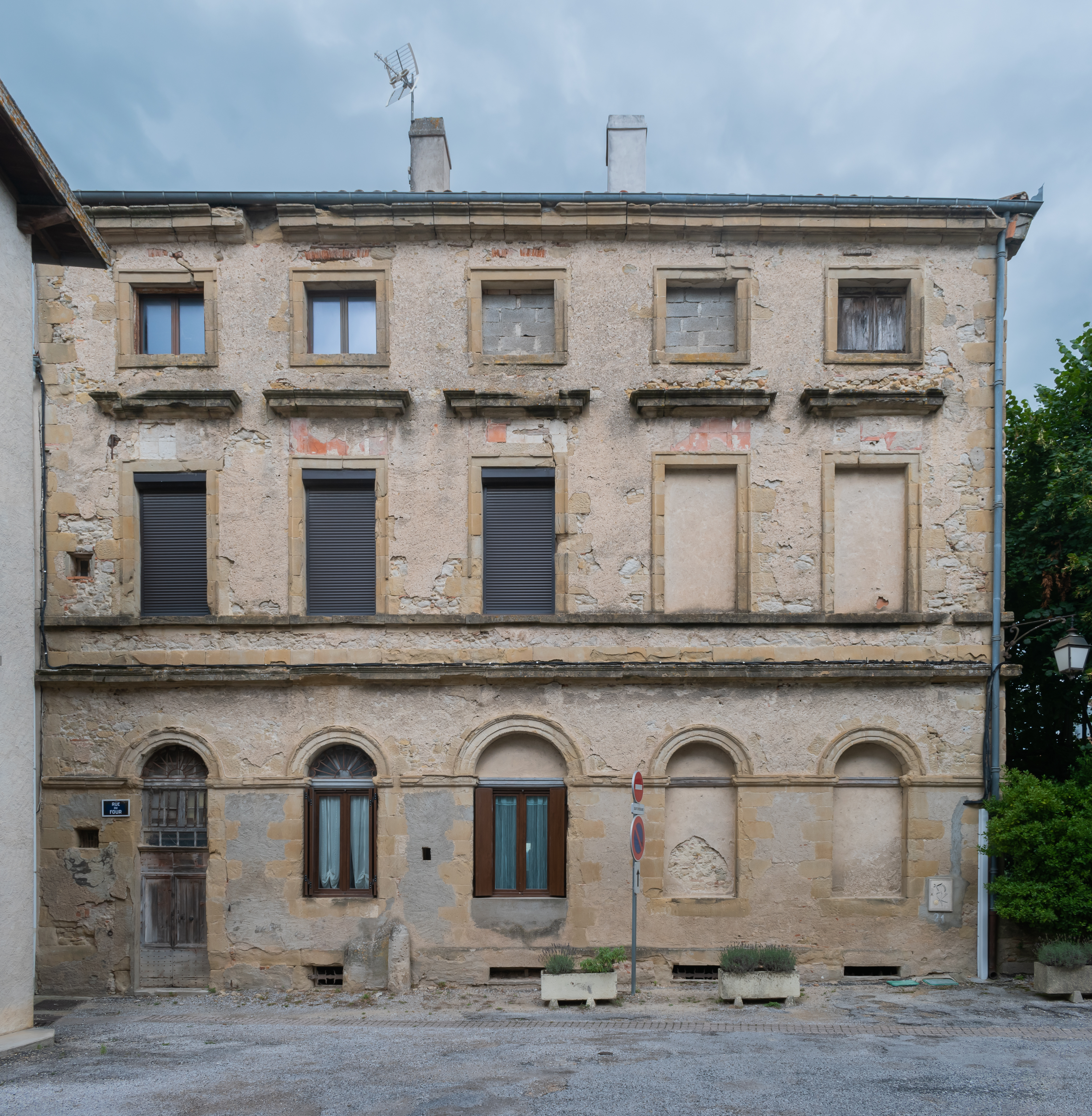
Place Pierre Bayle